# Imre Harangi
Imre Harangi est un boxeur hongrois né le 16 octobre 1913 à Nyíradony et mort le 4 février 1979 à Budapest.

## Carrière
Médaillé d'argent aux championnats d'Europe de Budapest en 1934 dans la catégorie poids légers, il devient champion olympique aux Jeux de Berlin en 1936 après sa victoire en finale contre l'Estonien Nikolai Stepulov.

## Parcours auxJeux olympiques
Jeux olympiques d'été de 1936 à Berlin (poids moyens) :
- Bat Robert Seidel (Suisse) aux points
- Bat Jose Padilla (Philippines) aux points
- Bat Poul Kops (Danemark) aux points
- Bat Nikolai Stepulov (Estonie) aux points